# Такаса (група)
„Такаса“ е другото име на групата „Heilsarmee“.
Групата се състои от 6 членове на Армията на спасението. Представя Швейцария на песенния конкурс „Евровизия“ през 2013 г. в Малмьо.

## Евровизия 2013
На 17 декември 2012 г., два дена след като печелят националния финал, от Европейския съюз за радио и телевизия обявяват, че групата няма да бъде допусната за участие под името Heilsarmee (на немски: Армия на спасението). Това е така, защото правилата на конкурса не позволяват политическо и религиозно съдържание.
През март 2013 г. променят името си на „Такаса“; то е взето от глагол на суахили, значещ „пречиствам“. Вярва се, че „Такаса“ има скрито значение, а именно „The Artists Known As Salvation Army“. На „Евровизия“ не носят униформите си, отново заради същото правило.